# Gymnopternus despicatus
Gymnopternus despicatus är en tvåvingeart som beskrevs av Friedrich Hermann Loew 1861. Gymnopternus despicatus ingår i släktet Gymnopternus och familjen styltflugor. Inga underarter finns listade i Catalogue of Life.